# Стуруа Зураб Гівійович
Зураб Гівійович Стуруа (нар. 8 серпня 1959, Тбілісі) – грузинський гравець і шаховий тренер (Старший тренер ФІДЕ від 2012 року), гросмейстер від 1991 року.

## Шахова кар'єра
Від середини 1970-х до початку 2000-х років належав до когорти провідних грузинських шахістів. У 1975, 1977, 1981, 1984 і 1985 роках п'ять разів перемагав на чемпіонаті Грузинської РСР. Кілька разів брав участь у півфіналі чемпіонату СРСР, а також у чемпіонаті СРСР серед юніорів до 20 і 26 років.
Першого значний міжнародного успіху досягнув 1980 року, здобувши перемогу на турнірі за круговою системою в Трнаві (попереду вищих за рейтингом гравців, зокрема Райнера Кнаака, Яна Мейкала і Петара Поповича). У 1991 році поділив 1-ше місце (разом з Георгієм Георгадзе) в Тбілісі і переміг на турнірі за швейцарською системою в Білі. У наступних роках досягнув нихзки успіхів на міжнародній арені, перемігши або поділивши 1-ші місця, зокрема, в таких містах, як:
- Баден-Баден (1993, разом з Філіппом Шлоссером і Штефаном Кіндерманном),
- Комотіні (1993, разом з Ільдаром Ібрагімовим, Маргейром Петурссоном, Євгеном Пігусовим і Васіліосом Котроніасом),
- Берлін (1996, турнір Berliner Sommer, разом з Володимиром Акопяном, Сергієм Шиповим і Георгієм Тимошенком),
- Єреван (1996),
- Біль (1996, турнір open, удруге в кар'єрі),
- Пула (1997, разом з Крістофером Луцом, Дьюлою Саксом, Яаном Ельвестом і Александиром Делчевим),
- Дубай (2005, разом з Михайлом Кекелідзе)[1].

2014 року здобув у Катеріні титул чемпіона світу серед ветеранів (у категорії старше 50 років).
Між 1992 і 2002 роками представляв Грузію на всіх шести шахових олімпіадах, які відбулись у цей період, 1998 року здобувши срібну медаль в особистому заліку на 3-й шахівниці. Крім того, тричі (у 1992, 1997, 2001 роках) брав участь у  командних чемпіонатах Європи.
Найвищий рейтинг Ело в кар'єрі мав станом на 1 січня 1999 року, досягнувши 2605 очок ділив то 73-75-те місце в світовому рейтинг-листі ФІДЕ, одночасно займаючи 3-тє місце серед грузинських шахістів.

## Зміни рейтингу
| На цьому місці має відображатися графік чи діаграма, однак з технічних причин його відображення наразі вимкнено. Будь ласка, не видаляйте код, який викликає це повідомлення. Розробники вже працюють для того, щоби відновити штатне функціонування цього графіка або діаграми. | |
| | На цьому місці має відображатися графік чи діаграма, однак з технічних причин його відображення наразі вимкнено. Будь ласка, не видаляйте код, який викликає це повідомлення. Розробники вже працюють для того, щоби відновити штатне функціонування цього графіка або діаграми. |